# Potworks Dam
Potworks Dam är en dammbyggnad i Antigua och Barbuda. Den ligger i den centrala delen av landet, 12 kilometer sydost om huvudstaden Saint John's. Potworks Dam ligger 17 meter över havet. Den ligger på ön Antigua.
Terrängen runt Potworks Dam är platt åt nordost, men åt sydväst är den kuperad. Havet är nära Potworks Dam åt sydost. Närmaste större samhälle är Saint John's, 11,6 kilometer nordväst om Potworks Dam. 
Omgivningarna runt Potworks Dam är en mosaik av jordbruksmark och naturlig växtlighet. Runt Potworks Dam är det ganska tätbefolkat, med 222 invånare per kvadratkilometer.